# Fridrich I. Barbarossa
Fridrich I. Barbarossa (Rudovous) (asi prosinec 1122 – 10. červen 1190, řeka Salef v dnešním Turecku) byl římský král (1152–1190) a císař (1155–1190) z rodu Štaufů, syn Fridricha II. Švábského a Judity Welfské, dcery bavorského vévody Jindřicha Černého z rodu Welfů.
Fridrich byl významný panovník, jenž většinu života prožil v konfliktu s městy v Itálii. Podmanit si zcela Itálii se mu ale nikdy nepodařilo. Dále řešil problémy ve vyjasňování pozic císařství ke kléru a papežství, které prožívalo schizma (1159–1177), a v řešení vztahů mezi císařem a šlechtou (např. sesazení bavorského a saského vévody Jindřicha Lva v roce 1180). Za jeho vlády získali velký vliv zkušení ministeriálové. V otázkách pojetí vlády se obrátil k tradicím antické říše a začal využívat římské právo, které se v té době rozvíjelo na území Itálie, a obnovil jeho studium.

## Životopis v datech
- 1147 – sňatek s Adélou z Vohburgu
- 4. března 1152 byl zvolen ve Frankfurtu římským králem
- březen 1153 – rozvod s Adélou z Vohburgu
- 17. června 1156 – ve Würzburgu se oženil s Beatricí Burgundskou
- 1158–1168 boj s Milánem
- 1159 boj proti Cremě
- 1162 Milán se vzdal císaři, byl vyklizen a zničen
- 1165 za podpory vzdoropapeže Paschala III. nechal kanonizovat císaře Karla Velikého
- 1167 v létě obsadil Fridrich I. Řím a vzdoropapež Paschala III. ho korunoval císařem
- 1167 císař byl nucen z Itálie uprchnout
- 1176 poražen lombardskou ligou severoitalských měst, spojenou s papežem, u Legnana
- 1177 ponižující smíření s papežem Alexandrem III. v Benátkách
- 1177–1180 spor s vévodou Jindřichem Lvem
- 1184 uzavření míru se severoitalskými městy v Kostnici
- 1184 mohutná slavnost o Svatodušních svátcích v Mohuči
- 1184–1186 tažení do Itálie
- 1184 císař přislíbil účast na křížovém tažení do Svaté země
- 27. března 1188 oficiálně přebírá křižácký závazek v Mohuči
- 1189 ujal se vedení německé části třetí křížové výpravy, na které zahynul nešťastnou náhodou 10. června 1190 při přesunu přes řeku Salef (nyní Göksu v jihovýchodním Turecku, známá i jako Geuk Su, Kalykadnos či Calycadnus).

## Mládí

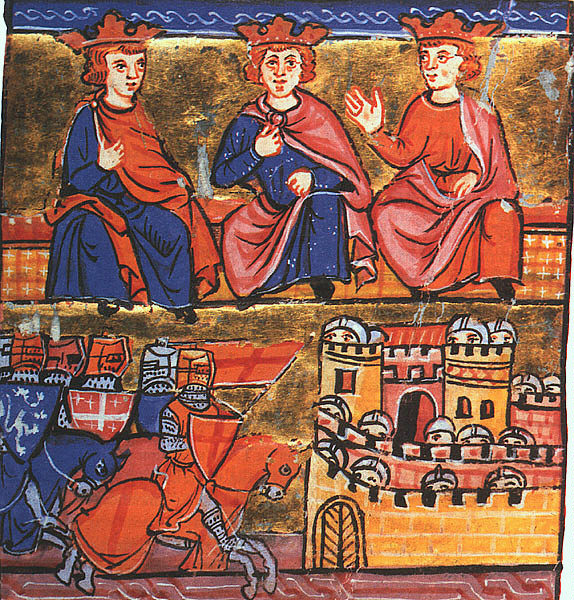
Nahoře: Králové Ludvík VII., Konrád III. a Balduin III.
Dole: Útok křižáků na Damašek

Fridrich se narodil pravděpodobně v prosinci roku 1122 jako syn švábského vévody Fridricha Štaufského a jeho manželky Judity, dcery bavorského vévody Jindřicha Černého z rodu Welfů. O jeho dětství prakticky nic nevíme. Od svého mládí byl Fridrich velmi silně vázán na rod své matky. Na jaře roku 1147 se stal po svém zemřelém otci švábským vévodou. Brzy poté se spolu se svým štaufským strýcem králem Konrádem III. vydal na křížovou výpravu. Ale i na ní pěstoval blízký vztah se svým strýcem z matčiny strany Welfem VI. Během výpravy se Fridrich účastnil různých diplomatických jednání a „udržoval pozici“ mezi znepřátelenými Štaufy a Welfy. Po skončení křížové výpravy, která neslavila žádný podstatný úspěch, se konflikt mezi Štaufy a Welfy v říši dále vystupňoval.

## Králem a císařem
Když Konrád 15. února 1152 v Bamberku zemřel, byl u jeho smrtelného lože jen Fridrich a bamberský biskup. Oba poté tvrdili, že Konrád za plného vědomí předal královské klenoty Fridrichovi a řekl, že Fridrich má být jeho královský nástupce namísto Konrádova tehdy šestiletého syna, budoucího Fridricha IV. Fridrich energicky usiloval o korunu a ve Frankfurtu čtvrtého března jej kurfiřti zvolili králem. Byl korunován v Cáchách o několik dnů později.
Po svém zvolení Fridrich dále posiloval své vztahy s Welfy. Ještě v roce 1152 obdržel Welf VI. říšské državy v Itálii (mj. markrabství toskánské, vévodství spoletské a principát sardinský). Následujícího roku pak jeho synovec Jindřich Lev získal právo investitury v biskupství oldenburském, retzenburském a meklenburském, a také ve všech nově vzniklých diecézích na východ od Labe. Postavení Jindřicha Lva se tak přiblížilo postavení krále.
Dne 18. června 1155 byl Barbarossa v Římě korunován císařem. Během ceremoniálu Fridrich odmítl vzít za uzdu papežova koně, protože toto gesto chápal jako nepřijatelný projev podřízenosti papeži. Teprve po vysvětlení, že toto „gesto“ pochází od císaře Konstantina, se zaběhlému rituálu podvolil.
V roce 1156 se Fridrich Barbarossa podruhé oženil. Jeho manželkou se stala dědička burgundského hrabství Beatrice. Na podzim využil úmrtí rýnského falckraběte Hermana ze Stahlecka a novým falckrabětem jmenoval svého nevlastního bratra Konráda.

## Obléhání Milána

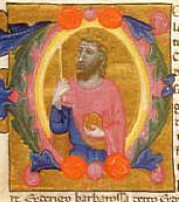
Císař Barbarossa (středověká iluminace)

## Boje v Itálii
V květnu 1167 porazilo císařské vojsko, vedené jeho legáty kolínským arcibiskupem Rainaldem z Dasselu a mohučským arcibiskupem Christianem, Římany. V červenci dorazil k Římu i Fridrich spolu se vzdoropapežem Paschalem III. a dalším vojskem. Spojenému vojsku nemohl vzdorovat ani papež Alexandr III., ani Římané. Svatý otec uprchl do Beneventa a Římané se podrobili císaři a uzavřeli s ním dohodu, zajišťující jim další existenci senátu. Dne 30. července byl Paschal v chrámu svatého Petra v Římě slavnostně nastolen a 1. srpna korunoval Fridrichovu manželku císařovnou. Velký Barbarossův triumf byl vystřídán katastrofou. V císařově vojsku se totiž rozšířila malárie, které padla za oběť nejen většina vojska, ale i přední představitelé štaufské moci. Mezi zemřelými byli kolínský arcibiskup Rainald z Dasselu, biskupové Konrád z Augsburgu, Alexandr z Lutychu, Daniel Pražský, Eberhard z Řezna, Gottfried ze Špýru a Hermann z Verdenu. Zemřeli i vévodové Fridrich IV. Švábský, Welf VII. a Děpolt, bratr českého krále Vladislava a mnoho dalších hrabat a šlechticů. V této situace se Fridrich spolu se zdecimovaným vojskem stáhl na sever. Oslabení císařovy moci využila v severní Itálii ke své aktivizaci Lombardská liga. Vzhledem k rostoucímu nepřátelství a slabosti císařského vojska musel nakonec císař prchat z Itálie v přestrojení.
V červenci 1169 donutil Fridrich k rezignaci salcburského arcibiskupa Vojtěcha. Po jeho rezignaci císař nedosadil nového metropolitu, ale nechal arcibiskupství pod přímou správou říše. Dne 15. srpna 1169 nechal v Cáchách korunovat králem svého syna Jindřicha VI.

## Bitva u Legnana

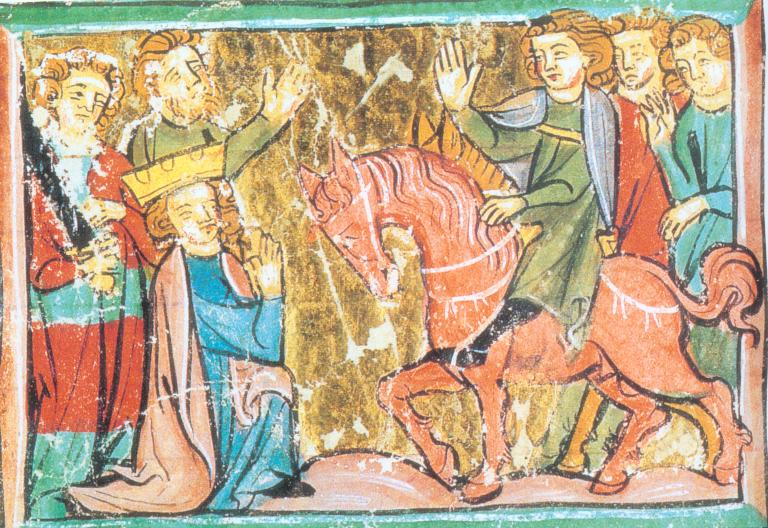
Legendární Barbarossovo pokoření před Jindřichem Lvem (středověká iluminace)

## Spor s Jindřichem Lvem
Tradičně dobré vztahy císaře k Jindřichu Lvovi se začaly horšit v polovině 70. let. Důvodem byly nejenom Jindřichovy spory s jeho knížecími protivníky, ale především jeho neochota poskytnout Fridrichovi vojsko k bojům v severní Itálii. Fridrich pak logicky považoval Jindřichovu nedostatečnou podporu za jednu z hlavních příčin svého neúspěchu. Proto začal postupně činit kroky, které měly vést ke zmenšení jeho moci. Prvním krokem bylo uzavření dohody s papežem a následné sesazení schizmatických biskupů, kteří byli věrní Jindřichovi. Na jejich místa se vrátili Jindřichovi nepřátelé. K Jindřichově oslabení vedlo i to, že jeho strýc Welf VI. (jenž ale byl zároveň i strýcem Barbarossy) výměnou za jiné výhody převedl na Fridricha své dědičné statky ve Švábsku. Zároveň se Jindřich Lev odmítl dostavit na říšský sněm ve Wormsu v roce 1179, kde se měly projednávat jeho spory s ostatními knížaty a církevními představiteli. I v dalších měsících se Jindřich odmítal dostavit ke dvoru a spor řešit. Následkem toho byla na něho uvalena v červnu 1179 klatba. V lednu následujícího roku na sněmu ve Würzburgu byla Jindřichu Lvovi pro urážku císařského majestátu odňata říšská léna, především vévodství saské a bavorské. Následně bylo Sasko rozděleno na Vestfálsko, které připadlo kolínskému arcibiskupství, a Engern, který získal Bernard pocházející z rodu Askánců. Bavorsko obdržel osvědčený Fridrichův spojenec Ota z Wittelsbachu a Štýrsko, do té doby formálně závislé na Bavorsku, bylo povýšeno na samostatné vévodství pod vládou dosavadního markraběte Otakara. Také hrabata z Andechsu byla povýšena do hodnosti vévodů meránských, chorvatských a dalmatských.

## Třetí křížová výprava

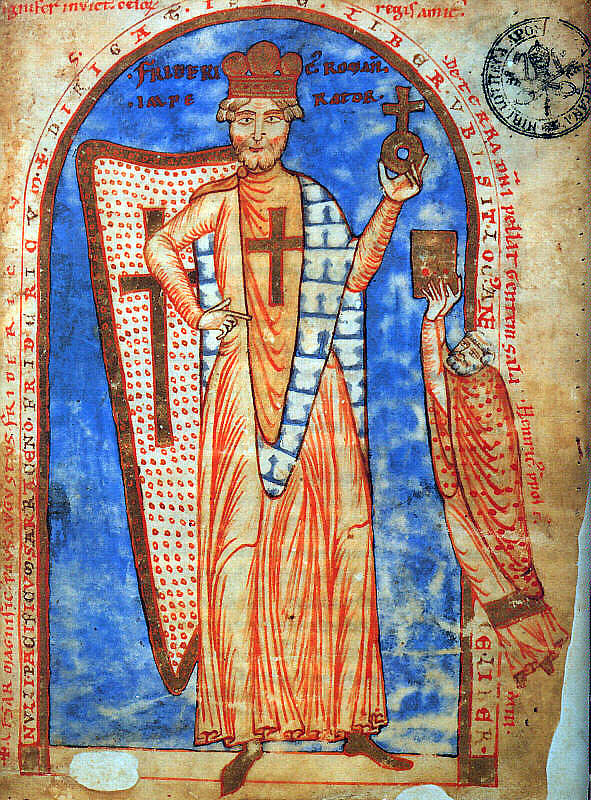
Fridrich I. Barbarossa jako křižák (středověká iluminace)

Brzy po katastrofické porážce vojska Jeruzalémského království u Hattínu a následujícím obsazení Jeruzaléma Saracény stala se v Evropě znovu aktuální otázka křížové výpravy. Fridrich i v minulosti pečlivě sledoval vývoj ve Svaté zemi a už dříve (na podzim roku 1184) vyjádřil na schůzce s papežem Luciem III. připravenost podílet se na přípravě nové kruciáty. Zároveň ale už v 70. letech navázal císař (byť epizodní) styky i se sultánem Saladinem ve snaze použít ho jako protiváhu při jednáních s Byzancí. Konečné rozhodnutí o vyhlášení výpravy však Fridrich odložil až na dvorský sněm plánovaný na Velikonoce následujícího roku v Mohuči.
V druhé polovině roku 1188 se císař snažil o zajištění budoucího klidného průběhu tažení výpravy až do Svaté země. Jednal proto s posly z Byzance, z Ikonia, Uher i Srbska. Poté, co bylo zejména byzantské poselstvo ujištěno o veskrze mírových úmyslech výpravy a poté, co byly odpřisáhnuty císařovým synem vévodou Fridrichem Švábským, rakouským vévodou Leopoldem V. a würzbuským biskupem Gottfriedem, přislíbilo poselstvo podporu a zásobování výpravy na území Byzance.
Ještě před svým odchodem na křížovou výpravu vyřešil Fridrich otázky související s regentskou vládou, kterou pověřil svého syna Jindřicha, a vymezil přesný okruh úkolů pro každého ze svých synů. Papež Klement III. mu slíbil, že vykoná Jindřichovu císařskou korunovaci. Před svým odchodem Barbarossa rovněž vyhlásil nové nařízení o míru.
| „                   | Z velké dálky se blížilo nové neštěstí, jako by bojovní barbaři nebyli dostatečným soužením, byl to Friderichos, král Alamanů... | “ |
| — Niketas Choniates | |   |

V květnu 1189 vyrazilo shromážděné vojsko z Řezna do Svaté země. Zatímco dobové prameny odhadovaly počet bojovníků na 100 000, současní historikové předpokládají spíše 12 000–15 000 bojovníků. Už začátkem června byl císař Fridrich v Ostřihomi přivítán uherským králem Bélou III. Dobré vztahy obou panovníků byly stvrzeny zásnubami císařova syna Fridricha s dcerou Bély III. Konstancií.
Na konci června dorazil císař už do Bělehradu. Přestože už dříve byzantský císař Izák přislíbil hladký průchod křižáckého vojska Byzancí a také dostatečné zásobování vojska během cesty, výprava po celou cestu trpěla problémy s nezajištěným zásobováním a byla také neustále napadána. Byzantský císař v té době zajal císařské vyslance, navázal kontakt se sultánem Saladinem a obvinil Barbarossu, že plánuje dobýt Konstantinopol a dosadit na trůn svého syna. Za této situace zastavil v srpnu Barbarossa další postup výpravy, vybudoval si tábor ve Filippopoli (dnes Plovdiv) a v následujících měsících vyplenil velkou část Byzantské říše.
| „         | Ty, poslané k němu pro dobro míru a přátelství, císař Izák nakonec se zvláštní a neslýchanou zločinností a proti právu a zvyklostem všech národů, jak sloužících křesťanskému náboženství, tak také barbarských, vsadil do žaláře zbavené věcí a majetku a zahrnuté různými urážkami k pohaně vojska svatého kříže a celého křesťanstva, chtěje prokázat laskavost svému příteli a spojenci Saracénu Saladinovi, nepříteli kříže a všech křesťanů. Pročež celé vojsko zahřmělo a od té doby svobodně rozkrádalo řecké statky a zbytek ničilo. | “ |
| — Ansbert | |   |

Teprve počátkem listopadu přesunul svůj tábor do Adrianopole (dnes Edirne), kde si vybudoval zimní tábor. Tímto přesunem blíže ke Konstantinopoli se snažil zvýšit tlak na byzantského císaře. Zároveň začínal zvažovat útok na Konstantinopol na jaře roku 1190. Přesto jeho hlavním cílem stále zůstával úspěch křížové výpravy. V té době došlo také k jednání se zástupci Bulharů, kteří byli ochotni Fridricha při útoku na Konstantinopol podpořit. Rostoucímu tlaku nedokázal byzantský císař už dále odolávat a v lednu 1190 navrhl Barbarossovi dohodu a zavázal se plně podporovat křížovou výpravu. Na konci března se pak celé vojsko konečně přeplavilo přes Hellespont.
Po přeplavení do Anatolie však s rostoucí vzdáleností od Konstantinopole slíbená byzantská podpora slábla. Jestliže byzantská pomoc byla pochybná, po opuštění byzantského území se situace ještě zhoršila. Ukázalo se, že dohody dříve uzavřené s Arslanem Kiličem mají prakticky nulovou hodnotu, protože sultán v letech 1188–1189 rozdělil svou říši mezi devět svých synů a ještě i další příbuzné, kteří mezi sebou rozpoutali boj. Křižáci se museli bránit neustálým tureckým útokům a když dosáhli 13. května hlavní město sultanátu Ikonium (dnes Konya) postavilo se jim do cesty silné turecké vojsko. Unaveným křižákům strženým Barbarossovým příkladem se však podařilo seldžucké Turky porazit a Ikonium dobýt.

## Smrt

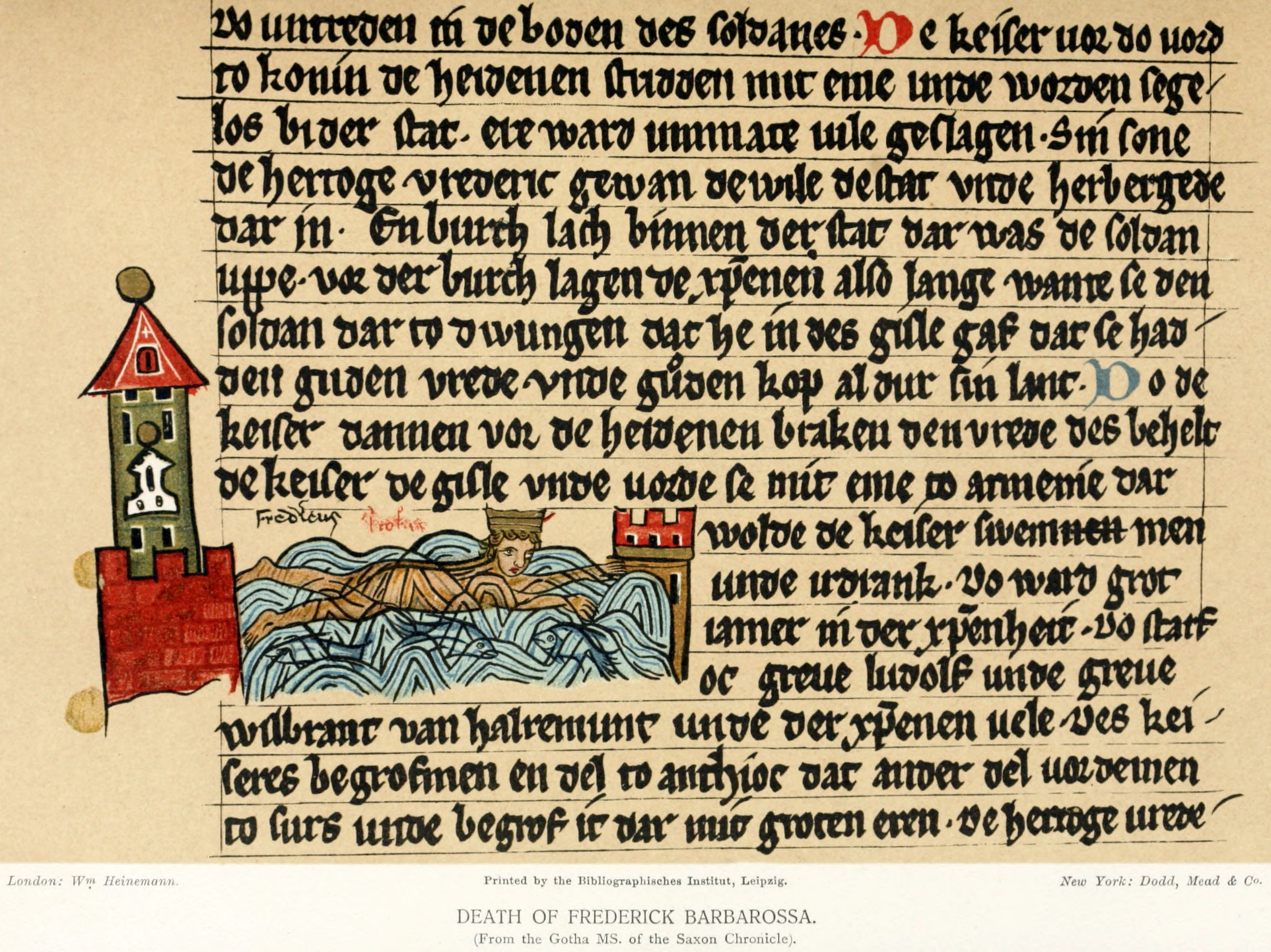
Smrt Fridricha Barbarossy (středověká iluminace)

Římský císař Fridrich I. Barbarossa zemřel 10. června 1190 v průběhu třetí křížové výpravy. Severně od města Silifke se pokoušel zkrátit si cestu přechodem přes brod řeky Salef (dnes je řeka známa jako Göksu) a při tomto pokusu se utopil.
| „ | Císař, který si postoupil všechna nebezpečí, si přál uniknout mimořádnému vedru a vyhnout se stoupání na horský vrch. A tak se pokoušel přeplavat přes velice prudkou řeku Kalycadmus. Ale jakýsi rozumný muž řekl: „Nemůžeš plavat proti toku řeky!“ Jinak vždy velmi rozumný císař bláznivě zkoušel svoje síly proti proudu a proti síle řeky. Ačkoli každý se snažil ho zastavit, vstoupil do vody a ponořil se do vodního víru. A tak ten, co podstoupil mnohá nebezpečí, nyní uboze zahynul... | “ |
| — | |   |

Císařova smrt se stala pro část rytířů vhodnou záminkou pro ukončení výpravy. Jen menší část vojska vedená Barbarossovým synem Fridrichem pokračovala dále do Svaté země. Z císařova mrtvého těla byly vyjmuty vnitřnosti, které byly pohřbeny blízko místa nešťastného úmrtí, ve městě Tarsu. Nabalzamované mrtvé tělo pokračovalo dále s výpravou. Poté, co křižáci dorazili do Antiochie, se ukázalo, že balzamace je nedostatečná. Proto bylo maso odděleno od kostí a bylo pohřbeno v Antiochii. Kosti pak měly být pohřbeny v osvobozeném Jeruzalémě a alespoň takto symbolicky měl Barbarossa dosáhnout svého cíle. Nakonec byly ale pohřbeny v hrobce v Tyru. Fridrich V. Švábský zemřel roku 1191 v Akkonu a hrob, kde byly pohřbeny kosti jeho otce, je dnes nezvěstný.

## Fridrich Barbarossa a české země

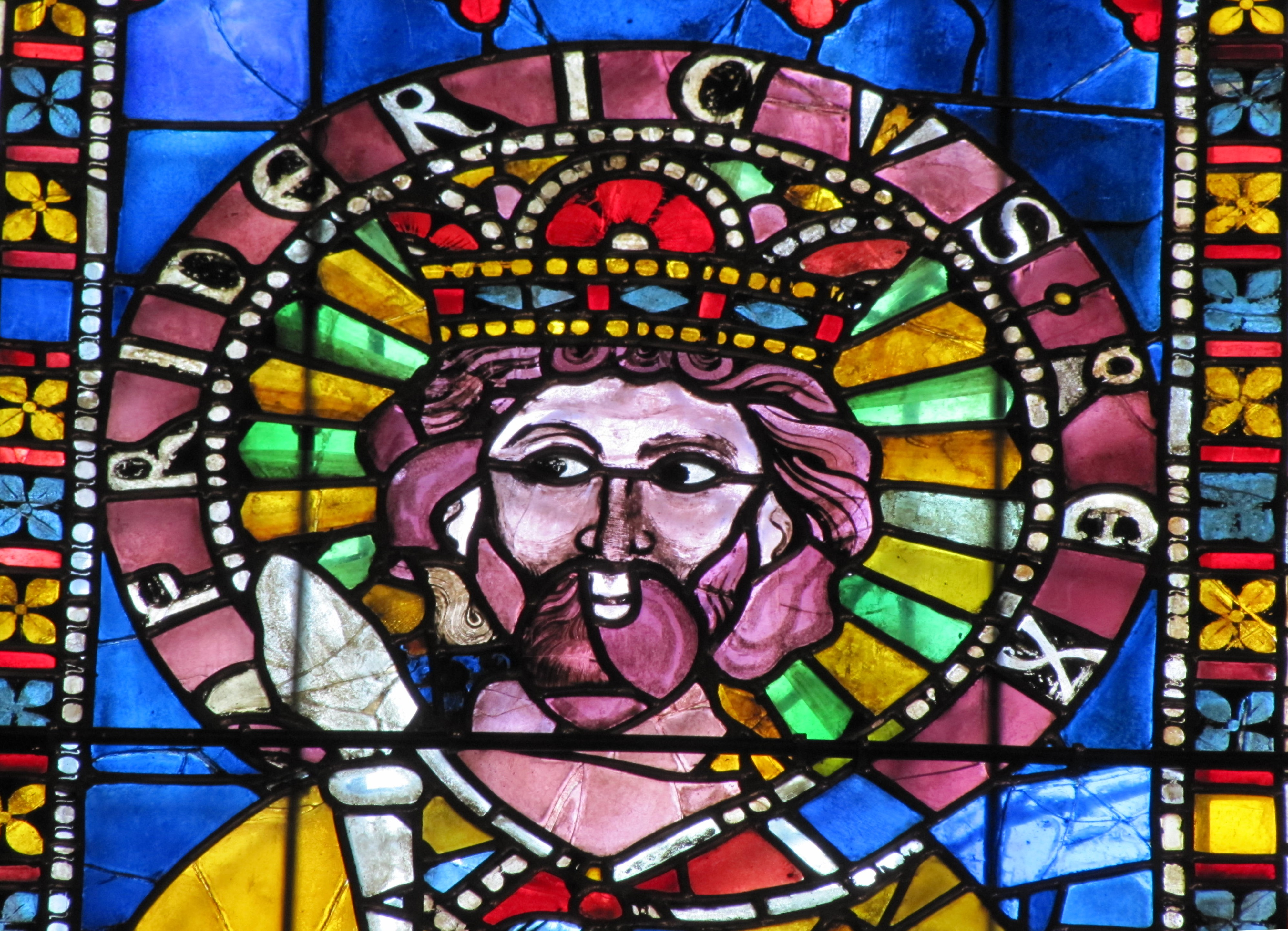
Barbarossa (románská vitráž ze štrasburské katedrály)

Po nástupu Fridricha Barbarosy na trůn zaujal k němu český kníže Vladislav II. zdrženlivý postoj. K vzájemnému smíření došlo až v červnu 1156 na svatbě Fridricha Barbarossy s Beatricí Burgundskou. Na smíření měl velký podíl pražský biskup Daniel. A byl to právě český kníže Vladislav, který v roli mluvčího shromážděných knížat zveřejnil na shromáždění v Řezně povýšení bavorské východní marky na rakouské vévodství. V následujícím roce pak pomáhal císaři v bojích v Polsku, hlavně však Vladislav již dříve Barbarossovi přislíbil pomoc v jeho plánovaném boji se severoitalskými městy a především s Milánem. A pomoc byla odměněna na sněmu v Řezně v lednu 1158.
| „            | Téhož roku Vladislav, kníže český přišel s velmoži svými do Řezna k sněmu císařskému, markrabům a jiný knížatům určenému, kde přišlo u veřejnost, co tajně se bylo ujednalo; nebo císař pán ozdobil 11. ledna jmenovaného knížete pro jeho věrné služby přede všemi svými knížaty korunou královskou a z knížete učiniv krále takovouto jej ozdobou okrášlil. | “ |
| — Vincencius | |   |

V květnu 1158 české vojsko vytáhlo do Itálie a v srpnu se zúčastnilo bojů o Milán, kde se proslavilo hrdinskými skutky. Dne 8. září 1158 v Miláně císař slavnostně znovu ozdobil Vladislava II. korunou. Samotná hodnota Vladislavova „královského titulu“ vzbuzuje do dneška otazníky. Kromě chybějící domácí korunovace nevíme také nic o „pomazání na krále“, které tvořilo důležitou součást rituálu korunovace. Přes udělený „královský titul“ totiž Vladislav stále zůstával jen jedním z řady říšských knížat. Přijetím koruny z rukou císaře se Vladislav také do budoucna jednoznačně svázal se štaufskou politikou, což přinášelo mnohé problémy.
Zprostředkovaně se týkal českých zemí i spor o salcburské arcibiskupství. V roce 1168 byl zvolen arcibiskupem Vojtěch, syn českého krále Vladislava. Barbarossa jeho volbu neuznal a v červenci 1169 donutil Vojtěcha k rezignaci, přestože Vladislav nabízel císaři za jeho uznání větší peněžní částku.
Císař po roce 1165 přestavěl hrad v Chebu na falc. Tam byl v polovině roku 1179 vyřešen spor knížete Bedřicha s rakouským vévodou Leopoldem o Vitorazsko za přítomnosti císaře. Také tam pobýval o Vánocích v roce 1188.
Fridrichova vnučka Kunhuta Štaufská byla manželkou českého krále Václava I. a matkou Přemysla Otakara II.

## Hodnocení vlády
| „                | Byl vždy velice bojechtivý, avšak nepodléhal snadno hněvu. K jeho vlastnostem patřila též smělost, neohroženost, bystrost a výmluvnost. Byl štědrý, nikoli však marnotratný, opatrný a předvídavý v úsudku, chápavý a velice moudrý. K přátelům a dobrým lidem byl laskavý, vůči zlým však strašný a nesmlouvavý. Miloval spravedlnost a ctil zákony, byl bohabojný a vždy připraven poskytnout almužnu potřebným. Štěstí mu mimořádně přálo a téměř všichni lidé jej milovali. V jeho osobě si přirozený běh věcí zachoval svou podstatu, až na to, že jej stvořil jako smrtelníka. Žádný z císařů, co jich jen v dávné minulosti bylo, se s ním nemohl srovnávat. | “ |
| — Acerbus Morena | |   |

## Potomci
I. manželka Adéla z Vohburgu
- bez potomků

II. manželka Beatrix Burgundská
- Beatrix (asi 1162–před 1174)
- Fridrich (1164–1169/1170)
- Jindřich VI. (1165–1197) ∞ Konstancie Sicilská (1154–1198)
- Fridrich (1167–1191)
- Gisela? (1168–1184)
- Ota (1179–1200) ∞ Markéta z Blois († 1230)
- Konrád († 1196)
- Rainald (* 1173)
- Vilém (* 1176)
- Filip (1177–1208) ∞ 1197 Irena Angelovna (1181–1208)
- Anežka († 1184)

## Vývod z předků
|                        |                                 |  |                 |                                   |  |  |  |  |  |  |  | Frederik z Riesgau |
|                        |                                 |  |                 |                                   |  |  |  |  |  |  |  |                    |
|                        | Fridrich z Bürenu               |  |                 |                                   |  |  |  |  |  |  |  |                    |
|                        |                                 |  |                 |                                   |  |  |  |  |  |  |  |                    |
|                        |                                 |  |                 | Adelheid z Filsgau                |  |  |  |  |  |  |  |                    |
|                        |                                 |  |                 |                                   |  |  |  |  |  |  |  |                    |
|                        | Fridrich I. Švábský             |  |                 |                                   |  |  |  |  |  |  |  |                    |
|                        |                                 |  |                 |                                   |  |  |  |  |  |  |  |                    |
|                        |                                 |  |                 | Gerhard III. z Egisheim-Dagsburgu |  |  |  |  |  |  |  |                    |
|                        |                                 |  |                 |                                   |  |  |  |  |  |  |  |                    |
|                        | Hildegarda z Egisheim-Dagsburgu |  |                 |                                   |  |  |  |  |  |  |  |                    |
|                        |                                 |  |                 |                                   |  |  |  |  |  |  |  |                    |
|                        |                                 |  |                 | Berta                             |  |  |  |  |  |  |  |                    |
|                        |                                 |  |                 |                                   |  |  |  |  |  |  |  |                    |
|                        | Fridrich II. Švábský            |  |                 |                                   |  |  |  |  |  |  |  |                    |
|                        |                                 |  |                 |                                   |  |  |  |  |  |  |  |                    |
|                        |                                 |  |                 | Jindřich III. Černý               |  |  |  |  |  |  |  |                    |
|                        |                                 |  |                 |                                   |  |  |  |  |  |  |  |                    |
|                        | Jindřich IV. Sálský             |  |                 |                                   |  |  |  |  |  |  |  |                    |
|                        |                                 |  |                 |                                   |  |  |  |  |  |  |  |                    |
|                        |                                 |  |                 | Anežka z Poitou                   |  |  |  |  |  |  |  |                    |
|                        |                                 |  |                 |                                   |  |  |  |  |  |  |  |                    |
|                        | Agnes z Waiblingenu             |  |                 |                                   |  |  |  |  |  |  |  |                    |
|                        |                                 |  |                 |                                   |  |  |  |  |  |  |  |                    |
|                        |                                 |  |                 | Oto I. Savojský                   |  |  |  |  |  |  |  |                    |
|                        |                                 |  |                 |                                   |  |  |  |  |  |  |  |                    |
|                        | Berta Savojská                  |  |                 |                                   |  |  |  |  |  |  |  |                    |
|                        |                                 |  |                 |                                   |  |  |  |  |  |  |  |                    |
|                        |                                 |  |                 | Adelaide Turínská                 |  |  |  |  |  |  |  |                    |
|                        |                                 |  |                 |                                   |  |  |  |  |  |  |  |                    |
| Fridrich I. Barbarossa |                                 |  |                 |                                   |  |  |  |  |  |  |  |                    |
|                        |                                 |  |                 |                                   |  |  |  |  |  |  |  |                    |
|                        |                                 |  | Albert Azzo II. |                                   |  |  |  |  |  |  |  |                    |
|                        |                                 |  |                 |                                   |  |  |  |  |  |  |  |                    |
|                        | Welf IV.                        |  |                 |                                   |  |  |  |  |  |  |  |                    |
|                        |                                 |  |                 |                                   |  |  |  |  |  |  |  |                    |
|                        |                                 |  |                 | Kunigunda z Altdorfu              |  |  |  |  |  |  |  |                    |
|                        |                                 |  |                 |                                   |  |  |  |  |  |  |  |                    |
|                        | Jindřich IX. Černý              |  |                 |                                   |  |  |  |  |  |  |  |                    |
|                        |                                 |  |                 |                                   |  |  |  |  |  |  |  |                    |
|                        |                                 |  |                 | Balduin IV. Flanderský            |  |  |  |  |  |  |  |                    |
|                        |                                 |  |                 |                                   |  |  |  |  |  |  |  |                    |
|                        | Judita Flanderská               |  |                 |                                   |  |  |  |  |  |  |  |                    |
|                        |                                 |  |                 |                                   |  |  |  |  |  |  |  |                    |
|                        |                                 |  |                 | Eleonora Normandská               |  |  |  |  |  |  |  |                    |
|                        |                                 |  |                 |                                   |  |  |  |  |  |  |  |                    |
|                        | Judita Bavorská                 |  |                 |                                   |  |  |  |  |  |  |  |                    |
|                        |                                 |  |                 |                                   |  |  |  |  |  |  |  |                    |
|                        |                                 |  |                 | Ordulf Saský                      |  |  |  |  |  |  |  |                    |
|                        |                                 |  |                 |                                   |  |  |  |  |  |  |  |                    |
|                        | Magnus Saský                    |  |                 |                                   |  |  |  |  |  |  |  |                    |
|                        |                                 |  |                 |                                   |  |  |  |  |  |  |  |                    |
|                        |                                 |  |                 | Wulfhilda Norská                  |  |  |  |  |  |  |  |                    |
|                        |                                 |  |                 |                                   |  |  |  |  |  |  |  |                    |
|                        | Wulfhilda z Billungu            |  |                 |                                   |  |  |  |  |  |  |  |                    |
|                        |                                 |  |                 |                                   |  |  |  |  |  |  |  |                    |
|                        |                                 |  |                 | Béla I. Uherský                   |  |  |  |  |  |  |  |                    |
|                        |                                 |  |                 |                                   |  |  |  |  |  |  |  |                    |
|                        | Žofie Uherská                   |  |                 |                                   |  |  |  |  |  |  |  |                    |
|                        |                                 |  |                 |                                   |  |  |  |  |  |  |  |                    |
|                        |                                 |  |                 | Ryksa Polská                      |  |  |  |  |  |  |  |                    |
|                        |                                 |  |                 |                                   |  |  |  |  |  |  |  |                    |

#### Prameny
- Gesta Friderici Imperatoris od Oty z Freisingu (latinský text kroniky)
- Historia de expeditione Frederici imperatoris od Ansberta
- Itenarium peregrinorum